# ファブリス・アブリエル
ファブリス・アブリエル（Fabrice Abriel, 1979年7月6日 - ）は、フランス・オー＝ド＝セーヌ県・シュレンヌ出身の元サッカー選手。現役時代のポジションはミッドフィールダー。

## 経歴
ニコラ・アネルカと共にパリ・サンジェルマンFCの下部組織出身するも出番は少なくセルヴェットFC、アミアンSCにレンタル移籍した。
2009-10シーズンには11月の月間最優秀選手賞に選出された。
2014年7月、経営破綻によりフランス全国選手権に降格したヴァランシエンヌFCへアダマ・クリバリらと共に加入した。
現役引退後の2016年1月、フランス5部リーグに所属するASオルノワのアシスタントコーチに就任した。

## タイトル
クラブ
オリンピック・マルセイユ
- リーグ・アン(1): 2009–2010
- クープ・ドゥ・ラ・リーグ(2): 2010, 2011